# Zobowiązanie
Zobowiązanie (łac. obligatio) – rodzaj stosunku cywilnoprawnego definiowany klasycznie w prawie rzymskim jako węzeł prawny (łac. vinculum iuris) łączący dłużnika z wierzycielem: Obligatio est iuris vinculum, quo necessitate adstringimur alicuius solvendae rei secundum nostrae civitatis iuria (łac. zobowiązanie jest węzłem prawnym, który zmusza nas do wykonania świadczenia pewnej rzeczy, według praw naszego państwa), a współcześnie jako polegający na tym, że „wierzyciel może żądać od dłużnika świadczenia, a dłużnik powinien świadczenie spełnić” (art. 353 § 1 Kodeksu cywilnego). Prawo zobowiązań regulujące społeczne formy wymiany dóbr i usług o wartości majątkowej zawarte jest w przypadku prawa polskiego w księdze trzeciej Kodeksu cywilnego. 
Nieco inaczej pojęcie to definiowane jest w rachunkowości. Znane są również zobowiązania inne niż cywilnoprawne, np. zobowiązanie administracyjnoprawne, wynikające z porozumienia administracyjnego.

## Cele stosunku zobowiązaniowego
Cele stosunku zobowiązaniowego:
- ekonomiczne – wymiana dóbr i usług,
- zaspokojenie interesów jednej strony (np. wynikających z deliktów),
- pozaekonomiczne (np. chęć dokonania przysporzenia przy darowiźnie).

## Elementy stosunku zobowiązaniowego
- podmioty:
  - podmiot uprzywilejowany (uprawniony) – wierzyciel
  - podmiot zobowiązany – dłużnik
- treść zobowiązania:
  - uprawnienia wierzyciela
  - obowiązki dłużnika
- przedmiot zobowiązania – świadczenie, czyli określone zachowanie się dłużnika, którego spełnienia może domagać się wierzyciel, może polegać na działaniu albo zaniechaniu.

Zobowiązanie na mocy prawa wygasa w momencie wywiązania się z niego stron biorących w nim udział. Zobowiązanie ze stanowiska wierzyciela nazywa się wierzytelnością, zaś ze stanowiska dłużnika – długiem. Wierzytelność jest prawem podmiotowym wierzyciela. Wyróżnia się jego dwa rodzaje:
- uprawnienia zasadnicze (główne):
  - uprawnienie do uzyskania świadczenia,
  - uprawnienie do uzyskania odszkodowania zamiast lub oprócz świadczenia (po zaistnieniu określonych prawem przesłanek),
- uprawnienia akcesoryjne (uboczne):
  - uzyskanie odsetek oprócz sumy głównej,
  - uzyskanie wiadomości o przedmiocie świadczenia,
  - uzyskanie rachunku z zarządu mieniem,
  - uprawnienie do zabezpieczenia roszczeń zasadniczych,
  - uzyskanie spisu masy majątkowej lub zbioru rzeczy,
  - inne.

## Skuteczność stosunku zobowiązaniowego
Jest to stosunek prawny typu względnego, tzn. jest on skuteczny jedynie między stronami stosunku prawnego (łac. inter partes), tj. między wierzycielem i dłużnikiem. Jest to przeciwieństwo stosunków prawnych typu bezwzględnego, tj. skutecznych wobec wszystkich (łac. erga omnes), np. stosunki prawnorzeczowe (np. własność).
Spotykane są jednak wyjątki od ograniczonej skuteczności:
- skarga pauliańska – art. 527 kodeksu cywilnego,
- wpisanie praw osobistych i roszczeń do księgi wieczystej – art. 16–17 ustawy o księgach wieczystych i hipotece,
- bezskuteczność względna czynności prawnej.

## Wielość stron i podmiotów
Wyjątkowo jednak do stosunku zobowiązaniowego może być włączona osoba trzecia (np. osoba, na rzecz której ma być dokonane świadczenie czy poręczyciel).
W miejsce jednego wierzyciela czy dłużnika może występować niejednokrotnie więcej podmiotów – jest to tzw. wielość wierzycieli oraz wielość dłużników, których traktuje się jako jedną stronę (łac. pars) – odpowiednio: uprawnioną i zobowiązaną. W niektórych wypadkach można mówić o stosunkach wielostronnych, np. akredytywa.
Podmioty muszą być indywidualnie oznaczone w momencie powstania stosunku prawnego (co do zasady). Możliwe są jednak przypadki, gdy zindywidualizowanie wierzyciela nastąpi później, jednak najpóźniej w chwili spełnienia świadczenia przez dłużnika. Wyjątkiem jest art. 467 pkt. 2 kodeksu cywilnego – złożenie do depozytu sądowego jako surogat wykonania zobowiązania, gdy dłużnik nie wie, kto jest wierzycielem.
Osoba wierzyciela lub dłużnika może być wyznaczona przez inny stosunek prawny, w szczególności przez stosunek prawnorzeczowy.
Zdolność prawną oraz zdolność do czynności prawnych podmiotów określa się według przepisów części ogólnej prawa cywilnego. Odmiennym problemem jest tzw. zdolność deliktowa.

## Zobowiązania niezupełne
Zobowiązania niezupełne zwane też naturalnymi (łac. obligationes naturales) – takie stosunki zobowiązaniowe, które są pozbawione możliwości przymusowego dochodzenia świadczenia przez wierzyciela. Cechy charakterystyczne to niezaskarżalność oraz możliwość zatrzymania przez wierzyciela uzyskanego świadczenia w swoim majątku bez obowiązku jego zwrotu jako nienależnego.
Przykłady:
- roszczenie przedawnione, które nie wygasło na podstawie innych przepisów,
- zobowiązanie z gry lub zakładu, poza szczególnymi przypadkami gier i zakładów zarządzonych lub zatwierdzonych przez państwo,
- zobowiązania, w których obowiązek świadczenia czyni zadość zasadom współżycia społecznego.

Instytucja zobowiązań niezupełnych ma dziś małe znaczenie praktyczne.

## Realizacja uprawnień wierzyciela
Istnieją trzy sposoby zaspokojenia wierzyciela:
- dobrowolne spełnienie świadczenia przez dłużnika,
- przymus państwowy:
  - egzekucja sądowa (według kodeksu postępowania cywilnego),
  - egzekucja administracyjna (według ustawy o postępowaniu egzekucyjnym w administracji),
- samopomoc wierzyciela, np. art. 432 kodeksu cywilnego.

Sposób przymusowego uzyskania świadczenia od dłużnika jest w pewnym stopniu zależny od rodzaju świadczenia oraz od przedmiotu tego świadczenia.

## Najważniejsze źródła zobowiązań
- czynności prawne:
  - umowy,
  - jednostronne czynności prawne,
- decyzje administracyjne,
- konstytutywne orzeczenia sądowe,
- czyny niedozwolone (delikty),
- bezpodstawne wzbogacenie i nienależne świadczenie,
- prowadzenie cudzych spraw bez zlecenia.

## W prawie prywatnym międzynarodowym
W prawie prywatnym międzynarodowym w zakresie zobowiązań z czynności prawnych przyjmuje się wybór prawa.
Istnieje spora dyskusja na temat prawa właściwego w przypadku braku wyboru prawa. Proponowano łącznik miejsca zawarcia kontraktu i łącznik miejsca wykonania zobowiązania. Kwestię próbowała rozwiązać teoria charakterystycznego świadczenia oraz koncepcja prawa najbardziej odpowiedniego.
Kwestię tę reguluje polska ustawa Prawo prywatne międzynarodowe, inne regulacje dotyczą zobowiązań wekslowych i czekowych, umownych stosunków przewozowych oraz dotyczące umów konsumenckich.

## W prawie bilansowym
W prawie bilansowym zobowiązanie to wynikający z przeszłych zdarzeń obowiązek wykonania świadczeń o wiarygodnie określonej wartości, które spowodują wykorzystanie już posiadanych lub przyszłych aktywów jednostki. Tak szeroko rozumiane zobowiązania są obok kapitału własnego główną pozycją pasywów bilansu. Są często określane obcymi źródłami finansowania, w odróżnieniu od własnego źródła finansowania, jakim jest kapitał własny. W szerokim ujęciu zobowiązaniem jest także rezerwa.
Kategorie zobowiązań według ustawy o rachunkowości:
- zobowiązania finansowe – zobowiązania, których istnienie jest bezpośrednim następstwem wykorzystania instrumentów finansowych; zobowiązania finansowe obejmują wynikające z zawartych umów obowiązki do wydania aktywów finansowych lub do wymiany instrumentu finansowego z inną jednostką na niekorzystnych warunkach,
- zobowiązania handlowe (zobowiązania z tytułu dostaw i usług) – kwoty przypadające do zapłaty za dobra lub usługi, które zostały dostarczone lub wykonane oraz zostały zafakturowane lub formalnie uzgodnione z dostawcą,
- zobowiązania krótkoterminowe – ogół zobowiązań z tytułu dostaw i usług, a także całość lub tę część pozostałych zobowiązań, które stają się wymagalne w ciągu 12 miesięcy od dnia bilansowego,
- zobowiązanie warunkowe – obowiązek wykonania świadczenia, którego powstanie jest uzależnione od zaistnienia określonych przyszłych zdarzeń, które nie podlegają pełnej kontroli jednostki (spełnienia się warunku),
- zobowiązanie z tytułu podatku dochodowego – kwota podatku dochodowego podlegająca zapłacie, ustalona zgodnie z przepisami podatkowymi[1][2].

## W prawie administracyjnym
Zobowiązanie administracyjnoprawne powstaje wskutek porozumienia administracyjnego, którego stroną mogą być wszelkie podmioty prawa administracyjnego, w tym organy jednostek nie posiadających osobowości prawnej. Jego cechą wyróżniającą jest przedmiot, leżący w sferze prawa administracyjnego, który odróżnia je zasadniczo od zobowiązań cywilnoprawnych, będących skutkiem czynności cywilnoprawnych. Może go stanowić wspólne wykonanie zadań, nałożonych na podmioty będące stronami porozumienia, albo przeniesienie określonych zadań z jednego podmiotu na drugi.